# NGC 562
NGC 562 je spirální galaxie v souhvězdí Andromedy. Její zdánlivá jasnost je 13,6m a úhlová velikost 1,3′ × 1,1′. Je vzdálená 465 milionů světelných let, průměr má 175 000 světelných let. Galaxii objevil 30. listopadu 1885 Lewis A. Swift.